# برندی جانسون
برندی جانسون (به انگلیسی: Brandy Johnson) ژیمناست زادهٔ ۳۰ آوریل ۱۹۷۳ میلادی اهل کشور ایالات متحده آمریکا است.